# Figyelő (folyóirat, 1876–1889)
A Figyelő „irodalomtörténeti közlöny” volt. Szerkesztette és kiadta Abafi (Aigner) Lajos 1876 júniusa és 1889 júniusa között, havi füzetekben. Összesen 123 füzete jelent meg.